# Unonopsis magnifolia
Unonopsis magnifolia är en kirimojaväxtart som beskrevs av Robert Elias Fries. Unonopsis magnifolia ingår i släktet Unonopsis och familjen kirimojaväxter. IUCN kategoriserar arten globalt som sårbar. Inga underarter finns listade i Catalogue of Life.